# 트리벨레스
트리벨레스(학명: Tribeles australis 트리벨레스 아우스트랄리스[*])는 칠레가 원산지인 트리벨레스속의 유일한 종이다.

## 분류학적 설명
역사적으로 트리벨레스과(Tribelaceae)로 분류되었다. 이는 타크타잔에 의해 Hydrangeales과로 분류되었으나, APG II 분류 체계는 목으로는 분류하지 않고 진정국화군 II로 분류하였다.
좀 더 최근의 연구 결과에 의해, 트리벨레스속(Tribeles)이 에스칼로니아과 내에서 발생한 것이라는 증거가 제공됨에 따라서, 속씨식믈 계통발생 웹사이트는 트리벨레스과를 에스칼로니아과의 이명으로 취급하자고 제안하고 있다.